# 聯信公司

聯信公司（Comerica Incorporated）是美國的一家金融服務公司，總部位於德克薩斯州達拉斯 。該公司是聯信銀行（Comerica Bank）的母公司。聯信銀行是美國一家地區性商業銀行，在德克萨斯州、密歇根州、加利福尼亞州、佛羅里達州和亞利桑那州有413家分行。聯信公司是美國規模最大的金融控股公司之一，在美國多個城市設有據點。